# Calciatore sudamericano dell'anno 2005
Il premio di calciatore sudamericano dell'anno per il 2005 fu assegnato a Carlos Tévez, calciatore argentino del Boca Juniors.

## Classifica
| Pos. | Calciatore            | Naz.      | Punti | Club          |
| ---- | --------------------- | --------- | ----- | ------------- |
| 1.   | Carlos Tévez          | Argentina | 77    | Boca Juniors  |
| 2.   | Diego Lugano          | Uruguay   | 54    | San Paolo     |
| 3.   | Cicinho               | Brasile   | 37    | San Paolo     |
| 4.   | Rogério Ceni          | Brasile   | 31    | San Paolo     |
| 5.   | Rodrigo Palacio       | Argentina | 26    | Boca Juniors  |
| 6.   | Fernando Gago         | Argentina | 25    | Boca Juniors  |
| 7.   | Gustavo Nery          | Brasile   | 25    | Corinthians   |
| 8.   | Carlos Gamarra        | Paraguay  | 22    | Palmeiras     |
| 9.   | Daniel Bilos          | Argentina | 21    | Boca Juniors  |
| 9.   | Javier Mascherano     | Argentina | 21    | Corinthians   |
| 11.  | Roberto Abbondanzieri | Argentina | 19    | Boca Juniors  |
| 11.  | Sergio Agüero         | Argentina | 19    | Independiente |